# 堀越村 (青森県)
堀越村（ほりこしむら）は、かつて青森県にあった村。

## 沿革
- 1889年（明治22年）4月1日 - 町村制施行により中津軽郡堀越村、門外村、大清水村、取上村が合併し、堀越村が発足。
- 1955年（昭和30年）3月1日 - 弘前市に編入され消滅。